# Gratiola officinalis
Espèce
Classification phylogénétique
Synonymes
- Gratiola vulgaris Bubani, 1897[1]

Statut de conservation UICN

 LC  : Préoccupation mineure
Gratiola officinalis, la Gratiole officinale, est une espèce de plantes herbacées vivaces. Elle appartient à la famille des Scrophulariaceae selon la classification classique, ou à celle des Plantaginaceae selon la classification phylogénétique.

## Noms vernaculaires
La plante porte de nombreux noms vernaculaires : Gratiole (diminutif de gratia, « grâce (de Dieu) »), Grâce de dieu, Herbe au pauvre homme, Petite digitale, Hysope de haie, Centauroïde, Herbe de dieu. Ces noms font référence à ses propriétés médicinales (émétique, purgatif). Elle était réputée guérir contre des malédictions, comme l'épilepsie et des maladies mentales. Aujourd'hui, elle est surtout réputée pour sa toxicité liée à la présence d'hétérosides cardiotoniques et surtout d'hétérosides de cucurbitacines.

## Description
Cette plante vivace glabre peut atteindre 20 à 60 cm de hauteur. Elle possède une souche rampante et radicante. La tige feuillée est creuse, carrée, noueuse et glabre. Elle est érigée, rampante et radicante à la base. Les feuilles sessiles, glabres, linéaires à lancéolées, sont opposées. Leur limbe denté, d'un vert jaunâtre avec 3 nervures, est ponctué de glandes translucides.
Les fleurs blanc rosâtre hermaphrodites de 10 à 18 mm de longueur, sont axillaires et solitaires. Nervurées et teintées de rouge pourpré, elles ont deux lèvres tubuleuses et une lèvre inférieure trilobée. L'androcée est réduit à quatre étamines, l'avortement ayant frappé l'étamine postérieure alors que les deux étamines antérieures demeurent stériles (sans anthères).

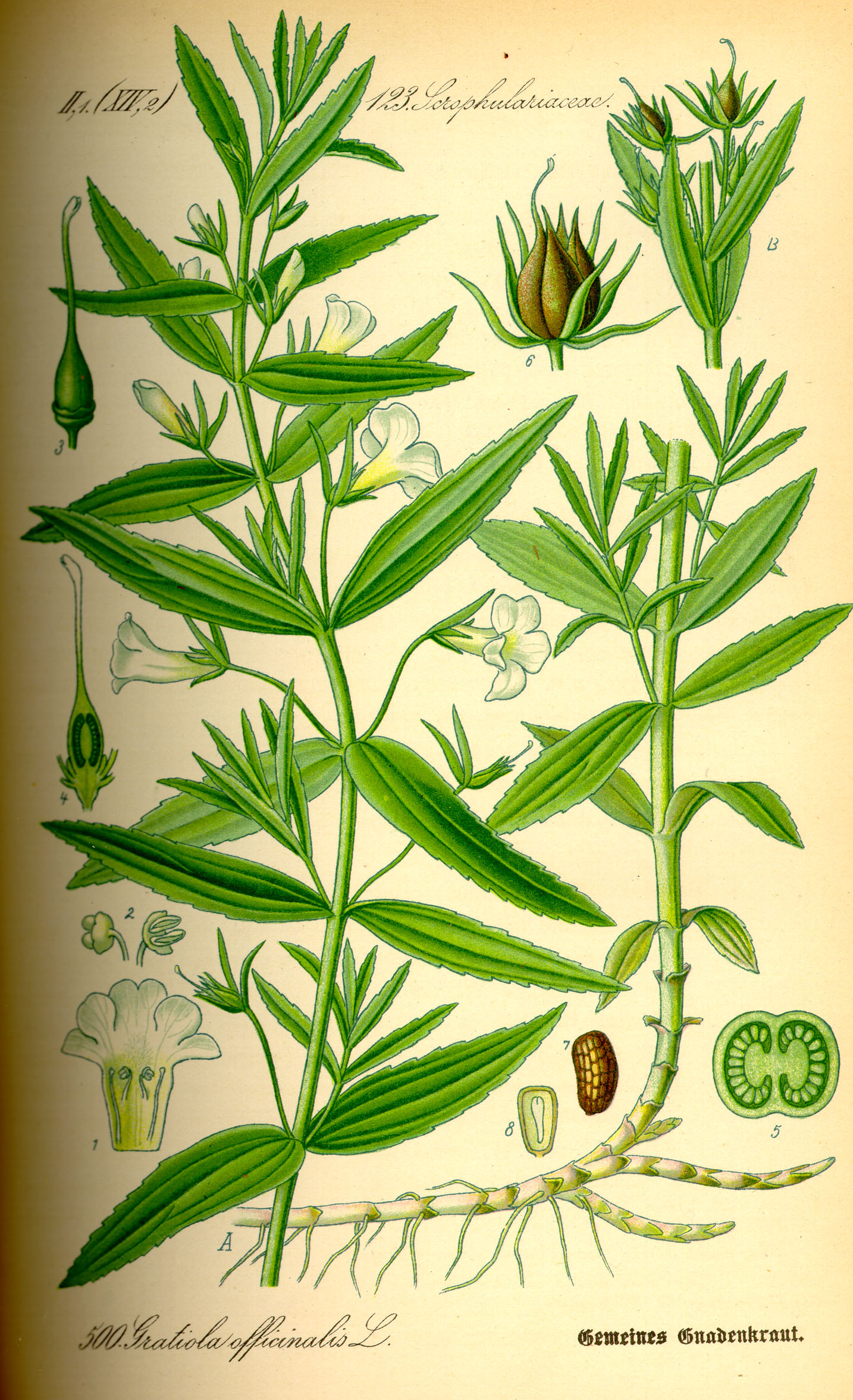
Dessin de Gratiola officinalis.
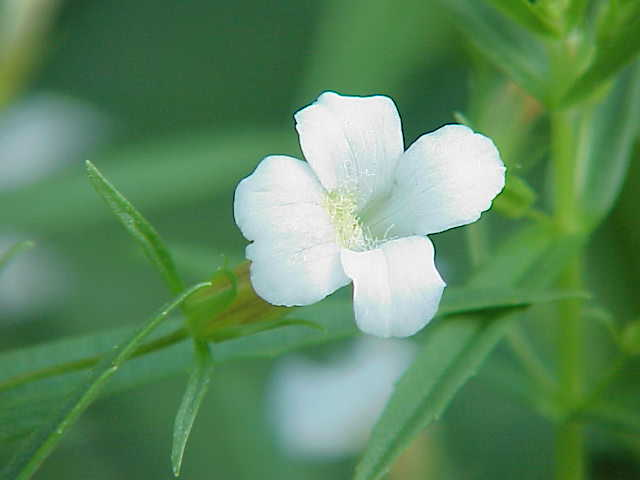
Fleur de Gratiola officinalis.
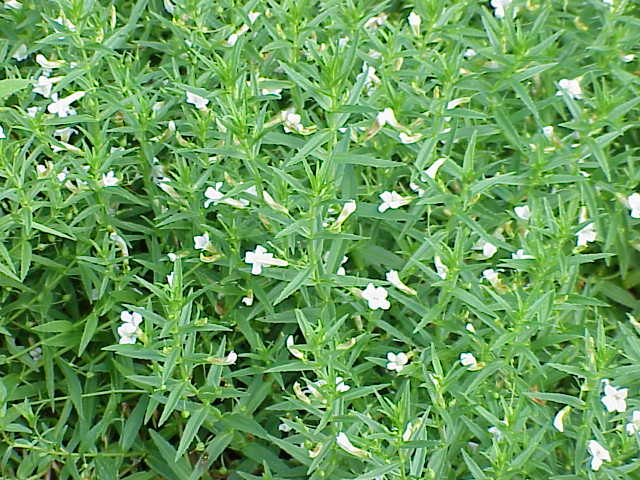
Touffe de Gratiola officinalis.

## Distribution et habitat
Gratiola officinalis est originaire des zones tempérées d'Europe. Elle est commune dans l'Ouest et le Centre de la France, plus rare ailleurs jusqu'à 500 m.
Cette plante vit dans des lieux humides (prés, marécages, bord des cours d'eau, fossés).

## Protection
Cette plante toxique bénéficie d'un arrêté de protection sur l'ensemble du territoire national français.